# راؤول بيريز (ملاكم)
راؤول بيريز (بالإسبانية: Raúl Pérez)‏ (14 فبراير 1967 بتيخوانا في المكسيك - ) هو ملاكم مكسيكي، صنّف ضمن فئة وزن الريشة السوبر ‏ ووزن الخفيف ووزن البانتام ‏.

## وصلات خارجية
- راؤول بيريز على موقع بوكس ريك (الإنجليزية) (registration required)